# Antoine Vũ Huy Chương
Antoine Vũ Huy Chương (Bến Thôn, 14 settembre 1944) è un vescovo cattolico vietnamita, dal 14 settembre 2019 vescovo emerito di Ðà Lat.

## Biografia

### Infanzia e formazione
Antoine Vũ Huy Chương è nato il 14 settembre 1944 a Bến Thôn, località del comune di Dị Nậu nel distretto di Thạch Thất della ex provincia di Sơn Tây, oggi provincia di Hanoi, secondo figlio di una famiglia cattolica benestante, diventato primo alla morte del fratello maggiore. Fin da bambino ha sentito la vocazione al sacerdozio, sebbene in principio avesse trovato l'opposizione dei genitori. Nel 1954, a causa della guerra, lui e la sua famiglia sono fuggiti a sud.
È entrato nel seminario minore San Francesco Saverio di Saigon nel 1956 e successivamente ha ultimato gli studi presso il Pontificio Collegio Pio X di Ðà Lat nel 1971 conseguendo la licenza in teologia.

### Ministero sacedotale
È stato ordinato presbitero il 18 dicembre 1971, incardinandosi nella diocesi di Cần Thơ. Negli anni successivi ha svolto vari incarichi, dal 1972 al 1975 è stato professore e direttore spirituale al Seminario maggiore Thánh Quý di Cần Thơ e parroco a Ba Rinh nel distretto di Mỹ Tú della provincia di Soc Trang e dal 1976 è stato professore di teologia dogmatica al Seminario Maggiore di Can Tho e vice rettore per la sezione teologica. Successivamente dal 1990 al 1995 è stato parroco della missione di Cai Rang e amministratore e redattore capo del Bollettino diocesano "Dong Huong".
Negli anni ha studiato per brevi corsi di aggiornamento a Roma, a Seul e a Manila.

### Ministero episcopale
Il 5 agosto 2003 papa Giovanni Paolo II lo ha nominato vescovo di Hưng Hóa. Ha ricevuto l'ordinazione episcopale il 1 ottobre 2003 per imposizione delle mani del vescovo Paul Nguyễn Văn Hòa. Nel 2004 è stato eletto presidente del Comitato per il clero e i seminaristi della Conferenza episcopale del Vietnam, carica che ha ricoperto per cinque mandati consecutivi fino al 2019.
Nel governo diocesano, avendo trovato una situazione piuttosto complicata dopo circa undici anni di sede vacante, si è impegnato per il rinnovamento e la promozione della vita cristiana della piccola comunità di fedeli distribuiti in un territorio grande il doppio della Sicilia, dove anche i confini amministrativi delle parrocchie risultavano confusi. Con il tempo, ha dunque riorganizzato le parrocchie, stimolando le iniziative missionarie e seguendo assiduamente la formazione dei sacerdoti come anche dei missionari e dei catechisti, premurandosi di non trascurare gli ambiti sociali per l'assistenza agli anziani, ai disabili e le esigenze dei lavoratori e in più organizzò dei programmi per la costruzione di nuove chiese, giacché nel vasto territorio i luoghi di culto erano insufficienti.
Il 1º marzo 2011 papa Benedetto XVI lo ha nominato vescovo di Ðà Lat. Ha guidato la diocesi per otto anni, quando si è ritirato per raggiunti limiti d'età il 14 settembre 2019, giorno del suo 75º compleanno.

## Genealogia episcopale e successione apostolica
La genealogia episcopale è:
- Cardinale Scipione Rebiba
- Cardinale Giulio Antonio Santori
- Cardinale Girolamo Bernerio, O.P.
- Arcivescovo Galeazzo Sanvitale
- Cardinale Ludovico Ludovisi
- Cardinale Luigi Caetani
- Cardinale Ulderico Carpegna
- Cardinale Paluzzo Paluzzi Altieri degli Albertoni
- Papa Benedetto XIII
- Papa Benedetto XIV
- Papa Clemente XIII
- Cardinale Marcantonio Colonna
- Cardinale Giacinto Sigismondo Gerdil, B.
- Cardinale Giulio Maria della Somaglia
- Cardinale Carlo Odescalchi, S.I.
- Cardinale Costantino Patrizi Naro
- Cardinale Lucido Maria Parocchi
- Papa Pio X
- Papa Benedetto XV
- Papa Pio XII
- Cardinale Eugène Tisserant
- Papa Paolo VI
- Arcivescovo Angelo Palmas
- Vescovo Pierre Nguyễn Huy Mai
- Vescovo Paul Nguyễn Văn Hòa
- Vescovo Antoine Vũ Huy Chương

La successione apostolica è:
- Vescovo Jean Marie Vũ Tất (2010)
- Vescovo Dominique Nguyễn Văn Mạnh (2017)
- Vescovo Dominique Hoàng Minh Tiến (2022)